# مشكلات الخطاب الديني
تدرس «مشكلات الخطاب الديني» إمكانية الحديث عن الله بشكل له معني إذا كانت المفاهيم التقليدية المتعلقة بأن الله كيان معنوي، مطلق، وأبدي مُسلم بها. ولأن المفاهيم التقليدية عن الله جعلت من الصعب وصفه، وبذلك فمن الجائز أن تصبح لغة الخطاب الديني بلا معنى. ولقد حاولت النظريات المتعلقة بالخطاب الديني إما إثبات أن هذا الخطاب بلا معنى أو إيضاح أن الخطاب الديني على الرغم من كونه مُعضل فهو ذو معنى.
فُسر الخطاب الديني بشكل تقليدي على أنه إنكاري، تناظري، وأسطوري، وكل هذه الصفات تمثل طريقة للحديث عن الله بمصطلحات تخص الإنسان. فالإنكار هي طريقة للإشارة إلى الله بما ليس فيه. وأما التناظرية ففيها تستخدم الصفات الإنسانية كمعايير لمقانة الصفات الإلهية. والرمزية تستخدم بشكل غير حرفي لوصف خبرات لا توصف. والتفسير الخرافي للدين يحاول كشف حقائق رئيسة خلف القصص الدينية. وتصيغ التفسيرات البديلة للخطاب الديني على أنه له وظائف سياسية، إلزامية، ووظائف خاصة بالأداء.
وأثرت متطلبات ديفيد هيوم ببرهنة الحقيقة من خلال دليل في حركة ال«وضعية منطقية»، وخاصة الفيلسوف ألفرد آير. واقترحت الحركة، لكي يصبح للقول معنى، أنه لابد يكون ممكنًاأن تُثبت صحة القول تجريبيًا عن طريق الحقائق المستمدة من الحواس. وبالتالي فإن المؤيدين للوضعية المنطقية يجادلون بأن الخطاب الديني لابد وأن يكون بلا معنى؛ حيث إنه من المستحيل إثباتها. واعتبر بعض الأكاديميون لودفيغ فتغنشتاين، فيلسوف نمساوي، من المؤيدين للوضعية المنطقية؛ لأنه فرق بين ما يمكن أو لا يمكن الحديث عنه. وجادل البعض أنه لم يكن من المؤيدين للوضعية المنطقية؛ وذلك لأنه أكد على أهمية الصوفية. ولقد اقترح الفيلسوف البريطاني أنطوني فلو تحديًا مماثلًا قائمًا على أنه نتيجة أن الأقوال المتعلقة بالمعتقد الديني لا يمكن تكذيبها، فأصبحت الأقوال المتعلقة بالمعتقد الديني بلا معنى.
ولقد قدم تناظر ألعاب اللغة، وهو متعلق غالبًا بلودفيغ فتغنشتاين، طريقة لإيجاد المعنى في الخطاب الديني. تؤكد هذه النظرية أن الغة لابد وأن تُفهم من خلال لعبة: وكما أنه لكل لعبة قواعد تحدد ما يمكن وما لايمكن عمله، فلكل سياق لغوي قواعده الخاصة التي تحدد ما له وما ليس له معنى. ويُصنف الدين على أنه لعبة لغوية ممكنة ومُباحة ولها معنى من خلال سياقها الخاص. وأقتُرحت العديد من الحكايات الرمزية المتنوعة لحل مشكلة المعنى في الخطاب اللغوي. فلقد استخدم ريتشارد ميرفين هير قصته الرمزية عن شخص مخبول لتقديم مفهوم ال«بليكس»؛ وهي معتقدات غير مغلوطة تقوم عليها وجهة النظر العالمية، والذي ليس من الضروري أن يكون بلا معنى. كما استخدم باسيل ميتشل حكاية رمزية لتوضح أن الإيمان يمكن أن يكون منطقي، على الرغم من أنه يبدو وكأنه شيء لايمكن برهنته. بالإضافة إلى جون هيك الذي استخدم حكايته الرمزية عن المدينة السماوية لعرض نظريته المتعلقة بإثبات وجود الآخرة، وهو الرأي الذي يشير إلى أنه إذا كان هناك آخرة، فإن الأقوال الدينية سيُثبت صحتها بعد الموت.

## مشكلات الخطاب الديني
إن الخطاب الديني مشكلة فلسفية تنبع من صعوبة وصف الله بدقة. ولأن الله يُرى بشكل عام على أنه كيان معنوي، مُطلق، وأبدي، فإن اللغة العادية لايمكن دائمًا أن تنطبق عليه. مما سبب مشكلة في الاعتقاد الديني، حيث إن القدرة على وصف الله والحديث عنه أمر بالغ الأهمية في الحياة الدينية. ولقد عبرت سيمون ويل عن هذه المشكلة في كتابها «في انتظار الله». ففي هذا الكتاب وصفت مشكلتها؛ حيث إنها كانت على يقين بحب الله وكانت في نفس الوقت على دراية بأنها لاتستطيع وصفه بشكل ملائم.
وطرح مذهب البساطة الإلهيه الذي ظهر في العصور الوسطى مشكلات للخطاب الديني. وهو يقترح أن الله ليس له صفات عرضية؛ تلك هي الصفات التي يمتلكها كيان ما ولكنها لا تساهم في تشكيل جوهره. إذا لم يكن لله صفات عرضية، فلا يمكن أن يكون كما يُتخيل عادة؛ لأن بعض الصفات مثل الطيبة هي صفات عرضية. وإذا قُبل مفهوم البساطة الإلهيه، فإن وصف الله بصفة الطيبة يُلزم أن يكون الله وتلك الصفة لهم نفس التعريف. قد تكون تلك الحدود مشكلة للمتدينين، فعلى سبيل المثال يعزو الكتاب المقدس بعض المشاعر المختلفة إلى الله، تلك المشاعر قد تكون غير قابلة للتصديق وفقًا لمذهب البساطة الإلهيه.
وترى عالمة اللاهوت سالي ماك فوج أن المشكلات الحديثة المتعلقة بالخطاب الديني قائمة على تجارب فردية وذلك بسبب زيادة العلمانية في المجتمع. ولقد لاحظت أن تجارب الإنسان هي تجارب دنيوية بدلًا من كونها تجارب إلهيه، مما يجعل الشعور بوجود الله أمر غير شائع وربما غير ضروري. ولذلك فقد قالت أن الخطاب الديني هو خطاب وثني؛ لانه فشل في التعبير عن الخضوع لله وهو أيضًا غير مرتبط بالسياق؛ لأن الخطاب الديني يصبح بلا معنى عند اختيار الكلمات غير المناسبة.

## الفهم الكلاسيكي للخطاب الديني

### الإنكار

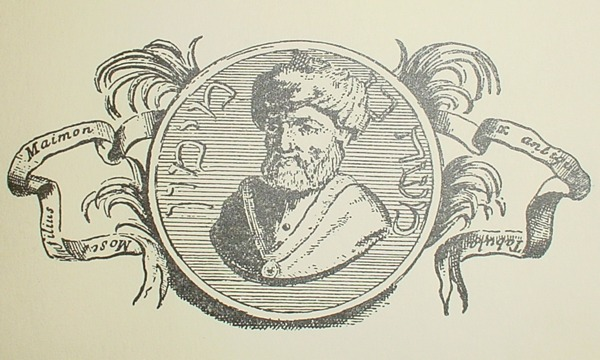
رسم في القرن الثامن عشر لموسى بن ميمون الذي طور مبدأ الإنكار

وهي طريقة لفهم الخطاب الديني من خلال استخدام صيغة النفي. فهي تقترح أنه لايمكن معرفة الله من خلال مصطلحات إنسانية، وبذلك فهي تصف الله بما ليس فيه. فعلى سبيل المثال، عند الإشارة إلى الله بالطيبة فهذا يعادل الإشارة إلي أن الله ليس شريرًا. ويقترح عالم اللآهوت المدرسي، توما الأكويني، أن الإنكار قد تستخدم كوسيلة سلبية للوصول إلى الله. فهو يؤمن أن معرفة الله شيء لايمكن تخيله، لذلك فهو يرى أن الطريقة المثلى لوصف الله هي الإنكار. فهو يُسلم بأن استخدام هذه الطريقة يسبب التباس وحيرة، ولكن تلك الحيرة هي أقرب ما يستطيع الإنسان الوصول إليه في الغموض الإلهي.
وكان الفيلسوف اليهودي موسى بن ميمون يؤمن بأنه لايمكن إلا أن تنسب إلى الله سمات منفية. ويعتمد هذا الرأي على اثنين من المعتقدات اليهودية الرئيسة؛ أولهما: لابد من التسليم بوجود الله، ثانيهما: أن وصف الله من المحرمات. ويؤمن ميمون أن الله بسيط، لذلك لا يمكن وصفه بسمات جوهرية. ولهذا فقد أشار إلى أن بعض الأقوال عن الله لابد أن تأخذ صورة النفي، فبدل من قول أن «الله حي» يُقال أن «الله لا ينقصه الحيوية». وهو لم يكن يؤمن بأن الله كاملأ في صفاته وبلا خلل، فقد كان يرى أن الله بعيدًا عن تدابير الإنسان. فعند الإشارة مثلًا إلى قوة الله، فهي بعيدة تمامًا عن القوة الدنيوية ولا يمكن مقارنتها بأية قوة أخرى. وبذلك فقد حاول ميمون توضيح أن الطبيعة الإلهية التي تفوق الوصف وأشار إلى الحدود اللغوية لوصف الله.

### التناظر
قال توما الأكويني إن الحديث عن الله يماثل الخبرات الإنسانية. فالمصطلح التناظري هو مصطلح أحادي المعنى من ناحية (أي له معني واحد) ومتعدد المعان من ناحية أخرى (أي له أكثر من معنى محتمل)، وذلك لأن التناظر يشبه بطريقة ما الموضوع محل المقارنة ويختلف عنه بطريقة أخرى. واقترح أن تلك الصفات الإلهية والتي تشبه الصفات الإنسانية تًوصف بصورة تناظرية؛ باستخدام مصطلحات تستخدم لوصف الإنسان. فعندما يُنسب إلى الله صفة الطيبة مثلًا فهي لا تعني الطيبة كما يفهمها الإنسان، إنما هي إشارة أو تنويه لوجود تلك الصفة في الله.
وأشار الفيلسوف تيد سميدس إلى أن الخطاب الديني خطاب رمزي. ومع إنكاره لوجود صراع ما بين الدين والعلم، اقترح سميدس أن «الإيمان» هو أن تقبل الاعتقاد (بوجود الله، وذلك في السياق المسيحي) وهذا يختلف عن العلم أو اليقين والذي يتأتى بالإثبات. فوفقًا لما يقوله سميدس، نحن نؤمن بما لا نعرفه يقينًا. ويرى سميدس أن الله ليس جزءًا من العالم بل يفوق العالم فلا توجد قاعدة عامة يُعقد من خلالها مقارنة بين الله والعالم. وعلى الرغم من أن الله لايُقارن بأي شيء في العالم، فما زال هناك إيمان بالله؛ وذلك لأن الإيمان بالله ماهو إلا طريقة بديلة للنظر إلى العالم (وشبه هذا بشخصين يطالعون لوحة بشكل مختلف). ويدعي سميدس أنه ينبغي ألا يكون هناك سبب للبحث عن معان للاستعارات والرموز المتعلقة بالله؛ فهذه الرموز هي كل ما لدينا عن الله. كما يرى أن لنا أن نتحدث عما يمثله الله لنا وليس عن الله في حد ذاته أو بدوننا. والمقصد من ذلك أنه لاينبغي أن يتوافق مفهومنا عن الله مع الحقيقة، ولكن يمكننا أن ندرك الله من خلال الاستعارات.
في القرن العشرين، طورإيان رامسي نظرية التناظر وذُكر هذا التطور في عديد من الأعمال الخاصة بأليستر ماكغراث. وأشار رامسي أن الكتابات الدينية أوضحت العديد من صفات الله التي تتفاعل مع بعضها البعض: سلسلسة من التناظرات للخلاص وطبيعة الله. واقترح رامسي أن تلك الصفات استخدمت لتعديل بعضها البعض، وهي توضح الحدود الخاصة بالتناظرات الأخرى. وبذلك فليس هناك تناظر كاف بمفرده، ولكن الجمع بين التناظرات الموجودة في الكتاب المقدس تقدم وصف كامل ومتسق عن الله. وربما تسخدم التناظرات الأخرى لتحديد ما إذا كانت أحد صفات الله تطبق بشكل خاطيء أو يساء استخدامها.

### الرمزية

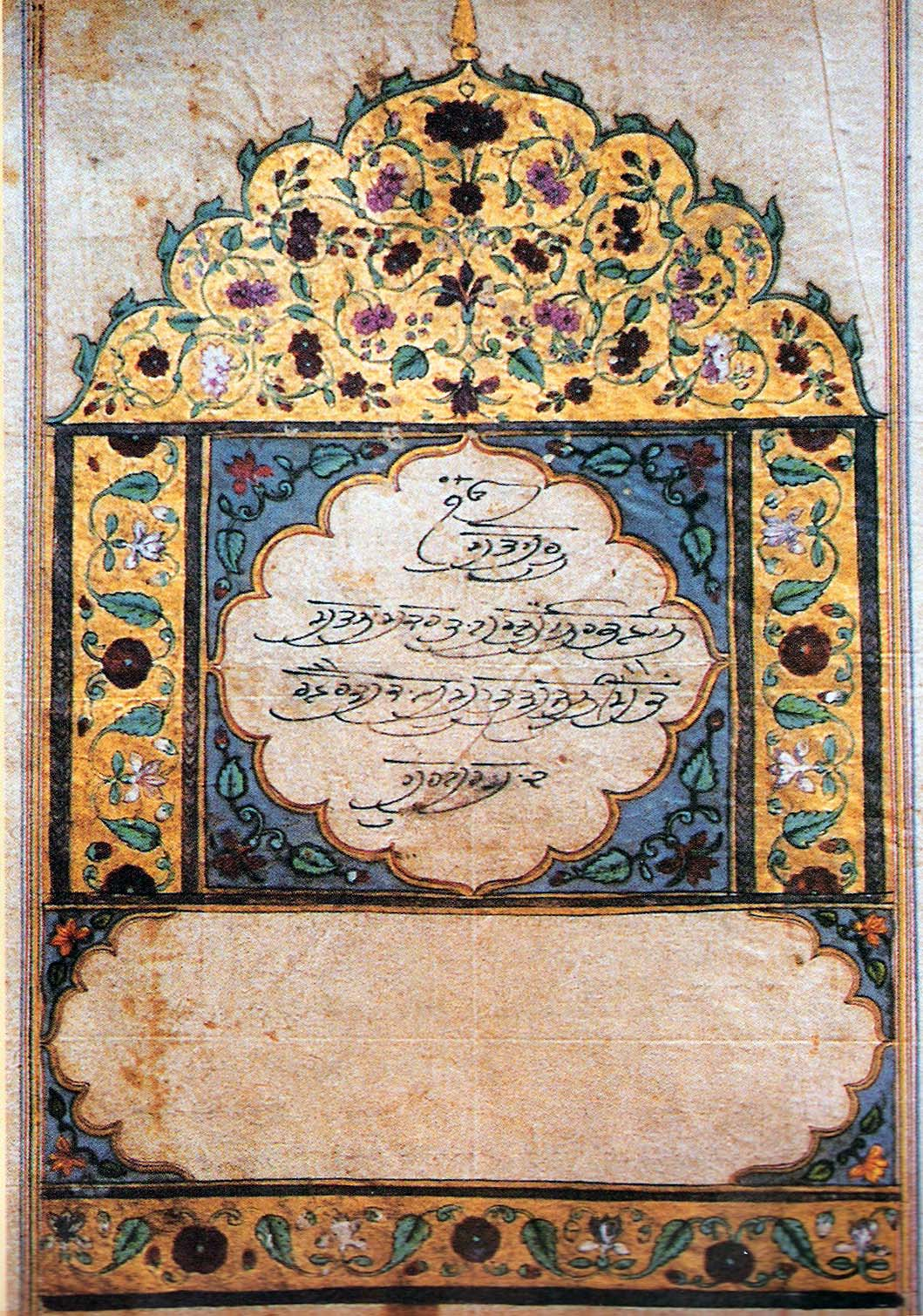
نص الديانة السيخية وكتاب جورو جرانث صاحب الذي استُخدم فيه الخطاب الديني رمزيًا

ويرى الفيلسوف بول تيليك أن الرموز هي الطريقة المثلى للتعبير عن الإيمان؛ حيث إن الرمز يشير إلى معنى يفوقه ويعبر بشكل أفضل عن المعتقدات الدينية السامية. فهو يؤمن بأن أي قول عن الله هو قول رمزي كما أنه يساهم في الدلالة التي يظهرها مفهوم معين. ولقد استخدم تيليك العلم الوطني كمثال لتوضيح وجهة نظره: فالعلم لا يشير فقط للدولة التي يمثلها وإنما يساهم في مفهوم الوطن. فهو يؤمن بأن الرموز يمكن أن توحد بين الشخص المتدين وبعد عميق في نفسه وذلك بالإضافة إلى حقيقة أكثر عظمة. ويؤمن تيليك بأن الرموز لابد وأن تنبع من اللاوعي الجمعي للفرد وتؤدي تلك الرموز وظيفتها عندما يقبلها اللاوعي. كما يرى أن الرموز لايمكن اختراعها إنما تنشأ وتموت في وقتها المناسب.
ولقد فرق لويس دوبري بين الرموز والعلامات مقترحًا أن العلامات تشير إلى شيء ما، أما الرموز فهي تمثل هذا الشيء. فالرمز له معنى خاص به بدلًا من توجيه شخص ما لشيء آخر، فالرمز يحل محل الشيء ويمثله. ومن وجهة نظره إن الرمز يحيط به بعض الغموض وهذا لا يوجد في العلامة. كما يرى أنه ينبغي أن يكون الرمز محط الاحترام؛ فهو يحمل أهمية بداخله. فالرمز يكشف حقيقة تفوق الحقائق التي تم إدراكها ويغير من الطرق التي تدرك بها الحقائق الحالية. ولقد أوضح دوبري الفرق بين الرموز الدينية والجمالية؛ فالرموز الدينية تشير إلى شيء «سيبقى دومًا بعيد المنال». وأوضح أن الرموز الدينية لا تكشف طبيعة ما تمثله بل تُخفيه.
ولقد شرح لانغدن براون جيلكي الخطاب الديني والخبرة من خلال الرموز موضحًا ثلاثة خصائص للرمزية الدينية والتي تميزها عن غيرها من الخطابات. أولًا: للرموز الدينية محورمزدوج؛ فهي تشير إلى شيء تجريبي وفي الوقت نفسه تشير إلى شئ متسامٍ. فهو يرى أن الدليل التجريبي يشير إلى كيان متسامٍ. ثانيًا: تخاطب الرموز الدينية أسئلة أساسية في الحياة بما في ذلك أمور مهمة خاصة بالفرد والمجتمع. واخيرًا: تقدم الرموز الدينية معايير ينبغي أن تُعاش الحياة من خلالها.
في كتاب جورو جرانث صاحب للديانة السيخية استُخدم الخطاب الديني بشكل رمزي وبلاغي. وفي نص الديانة السيخية كرر المعلمون أن الخبرات التي اكتسبوها من خلال التأمل لا يمكن وصفها. فهي خبرات لايمكن إدراكها، غير مفهومة؛ وهذه يعني أنه ليس هناك هدف من تجاربهم يمكن تصوره. ولذلك استخدم المعلمون الخطاب الرمزي والبلاغي مفترضين أن هناك تشابه بين التجربة الإلهيه الغامضة وبين هؤلاء الذين يجربونها. فعلى سبيل المثال يستخدم النور للإشارة إلى الحقيقة الروحية.

### الأسطورة
أشار ويليام بادن إلى أن الخطاب الديني يستخدم الأساطير لتقديم حقائق من خلال القصص. ويرى أن تلك الأساطير ليست مجرد خيال لهؤلاء الذين يعتنقون الديانات، إنما تمدهم تلك الأساطيربحقائق دينية. ويؤمن بادن بأن لابد للأساطير أن تفسر شيء ما في الكون مع الإشارة إلى كيان أو قوة مقدسة، كما يستبعد الأساطير التي لا تحقق ذلك كقصص شعبية. ولقد فرق بادن بين الأساطير والفرضيات العلمية مستخدمًا أسطورة الخلق. فالفرضيات العلمية يمكن إثباتها ولكنها لا تكشف حقائق عظيمة، والأسطورة لا يمكن تحليلها كما تُحلل النظريات العلمية.
وارتأى رودولف بولتمان، وهو عالم لاهوت لوثري، أن الكتاب المقدس به محتوي وجودي ولقد استخدمت الأساطير للتعبير عن هذا المحتوى. كما سعى بولتمان لإيجاد الحقائق الوجودية المخبئة خلف عباءة الأساطير ولقد أطلق على هذه العملية اسم «دميثولوجيزنج» أو «التجرد من الأسطورة». كما فرق بولتمان بين الخطاب الإخباري ونظيره ذي المدلول الشخصي والذي يتضمن إطاعة الأوامر. ويرى بولتمان ان الله يتواصل مع الإنسان من خلال الكلمة الإلهية، مع إدراك السمة اللغوية الجوهرية في الله، والتي تسعى لتزويد الإنسان بفهم كامل لذاته. كما يرى أن التضمين الثقافي الموجود في الكتاب المقدس يمكن التغلب عليه من خلال البحث عن الحقائق الوجودية في الكتاب المقدس، وهو يعتقد أنها عملية تسمح للقارئ بأن يختبر كلمة الله بشكل أفضل.
ويرى الفيلسوف المسيحي جون هيك أن لغة الكتاب المقدس لابد وأن تتجرد من الأساطير حتى تتوافق مع المذهب الطبيعي. ولقد قدم هيك الكريستولوجيا المتجردة من الأسطورة وهي تتناول فكرة أن المسيح ليس إلهًا بعينه إنما هو رجل له خبرة مذهلة في الحقيقة الإلهية. ومن وجهة نظره إن تسمية المسيح بابن الله ما هي إلا استعارة يستخدمها أتباع المسيح للتعبير عن التزامهم بما مثله. كما يعتقد هيك أن تجريد التجسيد من الأسطورة سيجعل تنوع الأديان في العالم منطقي بالإضافة إلى أنها تجعلهم متساوين في صحتهم كسُبل مختلفة لرؤية الله.

## تفسيرات بديلة للخطاب الديني

### التفسير السياسي
يري الفيلسوف الإسلامي كارل إرنيست أن الخطاب الديني غالبًا ما يكون سياسي، خاصة في نطاق الحياة العامة، والغرض من ذلك إقناع الأخرين، وتأسيس السلطة، بالإضافة إلى نقل المعلومات. وأضاف إرنيست أن النقد الحديث الذي وجهه الإسلام للغرب هو رد فعل فكري على الاستعمار، ومن خلال رد الفعل تُستخدم عن عمد اللغة نفسها التي يستخدمها المستعمرون. كما يرى أن استخدام الخطاب الديني بلاغيًا يجعل من غير الممكن أن يؤخذ الخطاب بشكل مسلم به لما فيه من تضمينات سياسية.

### التفسير الأدائي
يرى بيتر دونوفان أن هدف معظم الخطابات الدينية ليس إنشاء فرضيات لم تُثبت صحتها وإنما تهدف لتحقيق أهداف معينة. ولاحظ دونوفان أن اللغة من الممكن أن تُستخدم بطرق بديلة مختلفة عن تقديم الحقائق مثل التعبير عن المشاعر وطرح الأسئلة. وأطلق دونوفان على الكثير من هذه الاستخدمات مسمى«الاستخدامات الأدائية»؛ حيث إنها تؤدي وظيفة معينة في الحياة الدينية. فكلمة مثل «أوعدك» تؤدي وظيفة الوعد، فيرى دونوفان أن معظم الخطابات الدينية تؤدي هذه الوظيفة. ويرى لودفيج فيتجنشتاين أن للغة وظيفة أدائية وقدم لائحة بالاستخدامات المختلفة للغة. كما أوضح فيتجنشتاين أن «معنى اللغة يكمن في استخدامه»، وذلك مع اعتبار أن استخدام اللغة هو استخدام أدائي. كما يرى الفيلسوف جون لانجشو أوستن أن الخطاب الديني لا يؤدي إلا وظيفة معرفية وإنما يمكن أن يؤدي وظيفة اجتماعية مثل النذور، والصلوات، بالإضافة إلى تسمية الأبناء. وعرف أوستن الأقوال الأدائية بأنها تلك الأقوال التي لا تصف حالة إنما تتسبب في حدوثها. بالإضافة إلى أن المؤرخ الديني بينجامين راي استخدم تأدية الشعائر في الأديان كدليل على التفسير الأدائي للغة. ويرى راي أن لغة الشعائر من الممكن أن تؤدي مهام اجتماعية: فعندما يعلن القس عن وقوع حدث روحاني، فإن الحاضرين يصدقونه لما للكاهن من سلطة روحانية. ويؤمن راي بأن معنى الشعائر يكمن في اللغة التي يستخدمها المُتحدث، والذي يُعتبرثقافيًا أنه شخص خارق.

### التفسير الإلزامي
حاول الفيلسوف البريطاني ريتشارد بيفان بريثويت تناول الخطاب الديني عمليًا، كما تنبَى فكرة فيتجنشتاين بأن المعنى يكمن في كيفية استخدام اللغة. وشبه بريثويت الأقوال الدينية بالأقوال الأخلاقية؛ فعلى الرغم من أنهم غير قابلين للوصف، فإنهم ما زال لهم استخدام ومعنى. فتلك الأقوال لا تصف العالم ولكنها تصف موقف المؤمنون منه. ويؤمن بريثويت أن الفرق الرئيس بين الأقوال الدينية والأخلاقية كان أن الأقوال الدينية هي جزء من نظام لغوي من القصص والاستعارات والحكايات الرمزية.
وكتب الأستاذ الجامعي ناثان كاتز عن تناظر مبنى يحترق، والتي استخدمها بوذا في ال"لوتس سوترا، وذلك أدى إلى أن وُصف الخطاب الديني بأنه إلزامي. وفي هذا التناظر يرى الوالد أبنائه على سطح مبنى يحترق فأقنعهم بمغادرته من خلال وعدهم بجلب الألعاب لهم. ويرى كاتز أن الهدف من هذه القصة الرمزية ليس أن بوذا يكذب وإنما تبين أن بوذا كان يوضح الاستخدام الإلزامي للغة. فهو يؤمن أن الخطاب الديني إلزامي ويدعو للترغيب وليس هدفه إنشاء فرضيات لم تُثبت صحتها.

## تحديات يواجهها الخطاب الديني

### دايفد هيوم
يرى الفيلسوف الإسكتلندي ديفد هيوم أن الأقوال التي تُنشئ ادعاءات حول الواقع لابد للتجربة أن تُثبت صحتها، كما أستبعد الأقوال الأخرى التي لايمكن إثبات صحتها لكونها بلا معنى، وذلك في خاتمة كتابه «أسئلة تدور حول فهم الإنسان». واعتبرهيوم أن معظم الخطابات الدينية لايمكن ثبات صحتها بالتجربة فاستبعدها.
وانتقد هيوم فكرة أننا غير قادرين على الحديث عن الله، كما رأى أن هذه الفكرة لا تختلف عن الفكرة التي تشكك في عدم القدرة على الحديث عن الله. ولم يقتنع هيوم بنظرية الأكويني عن التناظر، ورأي أنه لابد لصفات الله أن تختلف تمامًا عن صفات الإنسان، فعقد المقارنات بينهم درب من دروب المستحيلات. وأثر مذهب الشكوكية لهيوم في حركة الوضعية المنطقية التي ظهرت في القرن العشرين.

### الوضعية المنطقية
نشأت حركة الوضعية المنطقية في «دائرة فينا»، وهي منظمة للفلاسفة تأسست في عام 1922، واستمرت هذه الحركة من خلال الفيلسوف البريطاني ألفريد جول آير. تبنت دائرة فينا التمييز بين الأقوال التحليلية والأخرى التركيبية. فالأقوال التحليلية هي تلك التي تحمل كلماتها المعنى مثل: التعريفات والتكرار وكذلك الأقوال الحسابية، أما الأقوال التركيبية فهي الأقوال التي تنشئ ادعاءات حول الواقع. ولقد طورت دائرة فينا نظرية برهنة المعنى، وذلك للتأكد من أن الأقوال التركيبية ذات معنى. واقترحت هذه النظرية أنه لابد وأن تُثبت صحة تلك الأقوال عمليًا، للتأكد من أن بها معنى معرفي. وحيث إن الإدعاءات الموجودة عن الله لا يمكن إثباتها عمليًا، فترى الوضعية المنطقية أن الافتراضات الدينية بلا معنى.
كتب آير في عام 1936 عمل فلسفي بعنوان «اللغة، الحقيقة والمنطق» وفيه ذكر أن الخطاب الديني بلا معنى. واقترح آير شرطًا عمليًا قويًا وهو أن المعرفة كلها إما أن تتأتي من ملاحظة العالم أو أن تكون حقائق حتمية مثل الأقوال الحسابية. وبذلك فقد استبعد آير علم ما وراء الطبيعة والذي يعتبر حقيقة العالم تفوق العالم الطبيعي والعلم. واعتبر آير الخطاب الديني بلا معنى، وكذلك علم الجماليات والأخلاق؛ حيث إنه قائم على علم ما وراء الطبيعة وبذلك فلم يُثبت صحته. وتحدى آير أن تكون تعبيرات مثل: إيماني، وملحد، ولا أدري لها معنى؛ فجميعها تناقش كيان ميتافيزيقي لم يثبت صحة وجوده.
وأنهى الفيلسوف الأسترالي لودفيج فيتجنشتاين عمله الفلسفي بعنوان " دراسة فلسفية- منطقية بقوله" لا تتحدث عما لا تستطيع الحديث عنه". ورأى كل من بيفرلي وبريان كلاك أنه بسبب تلك المقولة اعتبرأتباع لودفيج أنه تابع للوضعية المنطقية؛ حيث إنه فرق بين ما يمكن وما لا يمكن الحديث عنه. ورأى أتباعه أن هذا التفسير غير دقيق؛ لأنه اعتبر الروحانيات، وهي ما لايمكن وصفه، بأنها شئ مهم. في حين أن لودفينج لم يستبعد الروحانيات لانها بلا معنى كما فعل أتباع الوضعية المنطقية، رأى أن حقائق العالم كما هي ولكن الطريقة التي نراها بها تختلف.

### مبدأ التزييف
طُور مبدأ التزييف كبديل لنظرية المعنى والتي تسعى لإثبات أن الخطاب الديني بلا معنى. وصف هذا المبدأ الخطاب الديني على أنه بلا تزييف؛ فليس هناك طريقة لإثبات زيفها عمليًا. ورأي أنطوني فلو، الفيلسوف التحليلي، أن القول ذي المعنى لابد أن يؤكد حالة ما وينفي حالة أخرى في الوقت نفسه، فمثلًا جملة «يحبنا الله» تؤكد حب الله لنا وتنفي عدم حبه لنا.ويصر فلو على أنه إذا لم يتمكن المؤمن من قول ما هي الظروف التي لابد وأن توجد لإثبات أن أقوالهم عن الله مزيفة، فهذه الأقوال غير مزيفة.
حاول فلو أن يوضح أن الخطاب الديني ليس مزيفًا مستخدمًا حكاية البستاني الخفي الرمزية لجون ويزدم. تتناول الحكاية قصة شخصين وجدا حديقة على أرض مهجورة. أحدهما كان يؤمن بأن هناك بستاني يرعى تلك الحديقة، والآخر كان يرى أنها نشأت بشكل طبيعي وبدون بستاني. راقب الاثنان ظهور البستاني ولكنه لم يظهر أبدًا، وأصر غير المؤمن على عدم وجود البستاني، أما المؤمن فاقترح أن البستاني موجود ولكنه خفي لا يمكن رؤيته. ويرى فلو أنه إذا قُبل هذا التفسير، فلا شئ يبقى من البستاني الأصلي الذي افترضه المؤمن. ويحدث الأمر نفسه مع المعتقدات الدينية، فهي تنتهي بسبب الألاف من التعديلات. فالمعتقدات الدينية تخضع للعديد من التعديلات والتغييرات فتؤكد أشياء بلا معنى. وطبق فلو مبادئه على الادعاءات الدينية مثل «حب الله للإنسان»، ويرى أنه إذا كانت تلك الادعاءات ذات معنى فلابد أن تنفي حالة معينة. ويرى فلو أنه إذا وُجه المؤمن بالدلائل التي تشير إلى عدم وجود الله، مثل إصابة طفل بمرض عضال، سيغير في ادعاءاته ليشمل هذا الدليل، فسيقول على سبيل المثال أن حب الله يختلف عن حب الإنسان. ويظن فلو أن مثل هذا التغيير يجعل الفكرة الرئيسة بلا معنى. وتسائل فلو ما الوعود التي يقدمها حب الله، وما هي الضمانات؟ورأى فلو أن حب الله المتغيرلا يعد بشئ وهو بلا قيمة.

### تناظر الألعاب
كان أول من اقترح تناظر الألعاب هو هانز جورج جادمر، وذلك في محاولة منه لشرح الوحدة المعرفية للغة. اقترح جادمر أن للغة تشبه لعبة يشارك بها الجميع ويلعبها كيان أعظم. يؤمن جادمر أن اللغة تصنع البنية الأساسية للواقع وأن اللغة التي يستخدمها الإنسان تشارك في لغة أعظم. هذا هو ما تعلمة المسيحية على أنه الكلمة الإلهية التي خلقت العالم وتمثلت في المسيح.
اقترح لودفيج فيتجنشتاين نظرية تفاضل وتكامل اللغة والتي تؤكد على أن اللغة تُحلل بطريقة موحدة. اسبعد فيتجنشاين هذه النظرية فيما بعد واقترح نظرية بديلة وهي تناظر العاب اللغة. وفيها شبه الاختلافات الموجودة في اللغة بالاختلافات الموجودة في الألعاب. فمثلما يوجد العديد من الألعاب المختلفة ولكل لعبة قواعد مختلفة، هناك أنواع مختلفة من اللغة. ويرى فيتجنشتاين أن الأشكال المختلفة للغة لها قواعد مختلفة والتي تحدد الأشياء التي تجعل تعبيرًا ما ذي معنى. والتعبير يكون بلا معنى خارج لعبته اللغوية، فهو يؤمن أن المعنى الذي يحمله تعبير ما يعتمد على السياق وقواعده. عرض فيتجنشتاين لعبة اللغة كموقف استخدمت فيه أنواع مختلفة من اللغة. ومن الأمثلة التي قدمها للعبة اللغة: الاستفهام، والشكر، والتحية، والسب، والدعاء.